# Христо Златински
Христо Евтимов Златински е български футболист, полузащитник, играч на Ботев (Враца).Бивш национален състезател и бивш капитан на отбора на ПФК Локомотив (Пловдив).

## Кариера
Роден е на 22 януари 1985 г. в Гоце Делчев, израства в легендарната ДЮШ на „орлетата“, като преминава през всички възрастови групи на школата. През 2001 г. подписва и първи професионален договор с родния клуб.
Играе в продължение на 4 години за Пирин, с който в периода 2001-2005 година има 56 срещи и 5 отбелязани гола. През лятото на 2005 година преминава в отбора на Локомотив (Пловдив). Остава в Пловдив 2 години, а през 2007 година подписва договор с ПФК Локомотив (София) в който преминава със свободен трансфер, а договора му е за период от две години.
След като му изтича договора със софийския Локомотив се завръща отново в Пловдив , подписвайки нов 2-годишен договор с пловдивчани. През лятото на 2012 година, след проблеми с финансите на Локомотив и напускането на президента на отбора Коко Динев, Златински е спряган за трансфер в столичните грандове ПФК Левски (София) и ПФК ЦСКА (София) , но до преминаване не се стига и Златински остава за още година в Пловдив.

### Лудогорец
През юни 2013 г. Златински преминава в Лудогорец (Разград).. Първият си гол за отбора отбелязва на 6 август 2013 г. от дузпа в 88-ата минута в среща от турнира на Шампионската лига при победата в Белград с 1-0 срещу Партизан .

### Национален отбор
За Младежкия национален отбор на България е изиграл 11 мача, а с първият отбор на България има 6 мача.

## Статистика

### Евротурнири
До 2012 г. има 5 мача в евротурнирите (1 за купата на УЕФА, 2 за Интертото и 2 за Лига Европа).

## Успехи

### „Лудогорец“
- Шампион на A ПФГ: 2013-14, 2014-15
- Носител на купата на България: 2013-14
- Носител на суперкупата на България: 2014